# کمیته امداد امام خمینی
کمیته امداد امام خمینی سازمانی شبه‌دولتی است، که به فرمان سید روح‌الله خمینی، در ۱۴ اسفند ۱۳۵۷ با شعار پشتیبانی از محرومان و مستضعفان و توانمندسازی آن‌ها بنیان‌گذاری شد. این نهاد زیر نظر رهبر جمهوری اسلامی اداره می‌شود و در عمل، امکان پژوهش و تفحص نهادهای رسمی از آن وجود ندارد.
کمیتهٔ امداد از منابع پرشمار مالی و سرمایه‌ای بهره می‌برد. زکات و صدقه‌ها، تنها بخشی از درآمدهای این نهاد می‌باشد. مجتمع اقتصادی کمیتهٔ امداد، به تنهایی دارای چهار شرکت هلدینگ است، که هر شرکت دارای چندین شرکت تابعه، زیرمجموعه و فرعی می‌باشد. هم‌اکنون سید مرتضی بختیاری ریاست کمیته امداد را برعهده دارد.

## پیشینه
پیشینهٔ پی‌ریزی و شکل‌گیری این نهاد، به سال‌های پیش از انقلاب ۱۳۵۷ و سال ۱۳۴۲ بر می‌گردد. در آن دوره گروهی از همراهان خمینی، از سوی وی مسئولیت رسیدگی به خانوادهٔ زندانیان سیاسی را بر عهده داشتند.
این نهاد، دومین نهاد پس از انقلاب ۱۳۵۷ است که به دستور خمینی، در ۱۴ اسفند ۱۳۵۷، بنیان‌گذاری شد. هدف رسمی از بنیان‌گذاری این نهاد، پشتیبانی از محرومان و مستضعفان و توانمندسازی آن‌ها اعلام شده‌است. در تاریخ ۲۰ خرداد ۱۳۶۶ و پس از گذشت حدود ۱۰ سال از فعالیت این نهاد انقلابی اولین اساسنامه کمیته امداد امام به منظور ایجاد تشکیلات مناسب و برنامه‌ریزی تهیه و توسط خمینی تأیید گردید.
از سال ۱۳۶۸، کمیتهٔ امداد با اجازه‌گیری از رهبر جمهوری اسلامی و فتواهایی از سوی چند مرجع تقلید، کار گردآوری و هزینه‌کردن زکات را شروع کرد. ستاد احیای زکات در سال ۱۳۷۵، در سازمان برنامه و بودجه ایجاد شد و در سال ۱۳۸۳ نیز کارش به کمیتهٔ امداد واگذار گردید. در آبان ۱۳۹۰، مجلس ایران «طرح زکات» را به شکل رسمی به یک قانون تبدیل کرد تا قدرت بیشتری به کمیته واگذار شود.
مادهٔ نخست این قانون، اعلام می‌کرد که: «به منظور تشویق مردم به ادای زکات و سازماندهی امور مربوط در صورت اذن ولی فقیه و اعطاء اختیارات در چهارچوب این قانون، شورای مرکزی زکات با حضور جمعی از مسئولان تشکیل می‌شود». در مادهٔ چهارم این قانون نیز دولت ایران، وظیفه‌دار شد که پولی را «حداقل» به میزان ریالی زکات گرفته‌شده و ده درصد از بودجهٔ پیشنهادی کمیتهٔ امداد، به این میزان اضافه کند تا کمیته بتواند قانونی، آن را هزینه کند؛ به عنوان نمونه، اگر میزان ریالی زکات، یک میلیون تومان بوده باشد، دولت جمهوری اسلامی نیز وظیفه داشته‌است که به همان میزان، به کمیته، یاری رساند. بر پایهٔ یک آمار که کمیته به شکل تقریبی پخش کرد، در سال ۱۳۸۳ یک میلیارد و ۲۰۰ میلیون تومان زکات گردآوری کرده‌است و این میزان، هر ساله از صد درصد تا سیصد درصد، رشد کرد و به عنوان نمونه، در سال ۱۳۹۰ به ۹۸۰ میلیارد ریال رسید.
در ۱ خرداد ۱۴۰۰، در هنگام بحران اقتصادی ایران، مرتضی بختیاری، رئیس کمیتهٔ امداد، گفت که این نهاد آماده است که کمک‌های مردمی را برای «مردم مظلوم غزه» دریافت کند. مرتضی بختیاری همچنین با اشاره به یکی از امامان مسلمانان، از مسلمانان ایرانی خواست که به مردم غزه، کمک مالی کنند.

## کارکنان

### فهرست رئیسان[۱۰]
- سید رضا نیری سرپرست (اسفند سال ۱۳۵۷ تا اسفند ۱۳۸۵)
- حسین انواری سرپرست (سال ۱۳۸۵ تا ۱۳۹۴)
- سید پرویز فتاح (سال ۱۳۹۴ تا ۱۳۹۸)
- سید مرتضی بختیاری (سال ۱۳۹۸ تاکنون)

### اعضای هیئت مؤسس
- حبیب‌الله عسگراولادی
- مهدی کروبی
- حبیب‌الله شفیق
- محمدتقی تصدیق مقدم

## تشکیلات سازمانی
کمیته امداد امام خمینی به عنوان نهادی انقلابی و از نوع مؤسسات ناسودبر و عام‌المنفعه - عمومی غیردولتی است و تحت نظارت مقام رهبری قرار دارد که مرکز اصلی آن در تهران بوده و در تمامی شهرستان‌ها و اکثر بخش‌های کشور و در برخی نقاط خارج از کشور دارای شعبه می‌باشد.
پس از ولایت فقیه، شورای مرکزی عالی‌ترین رکن این نهاد می‌باشد که مسئولیت کلی کارهای امداد را عهده‌دار است. سرپرستی به عنوان بالاترین مقام اجرایی و عضو شورای مرکزی امداد مجری مصوبات شورای مرکزی می‌باشد، اداره کل کمیته امداد در استان به عنوان هماهنگ‌کننده و ناظر بر امور شاخه‌های اصلی مستقر در شهرستان‌ها می‌باشد و کمیته امداد مدیریت شهرستان در کلیه شهرستان‌ها و ادارات کمیته امداد در برخی شهرها و مراکز دهستان‌ها به عنوان اصلی‌ترین واحد پشتیبانی امداد مستقیماً به امور مددجویان و ارباب رجوع رسیدگی می‌کند.

## درآمدها
کمیتهٔ امداد از منابع پرشمار مالی و سرمایه‌ای بهره می‌برده‌است. زکات و صدقه‌ها، تنها بخشی از درآمدهای این نهاد بوده‌است. به عنوان نمونه، در ردیف بودجهٔ دولتی ایران برای یک سال، بیش از ۶ هزار میلیارد تومان شمرده شده‌است و مجتمع اقتصادی کمیتهٔ امداد، به تنهایی دارای چهار هلدینگ است که هر کدام از آنان، با چندین شرکت در زمینهٔ ویژه‌ای کار می‌کنند؛ اگرچه که هرگونه آماری که از کارکرد این بخش اقتصادی بگوید، منتشر نشده‌است و مدیران کمیتهٔ امداد نیز از منتشر کردن هر آماری در این باره، دوری کرده‌اند. همچنین کمیتهٔ امداد زیر نظر رهبر جمهوری اسلامی ایران اداره شده‌است و امکان پژوهش و تفحص نهادهای رسمی از آن، نبوده‌است.
انتقادها از کارکرد کمیته امداد، بسیار بوده‌است. در سال‌های گذشته، به ویژه در کلان‌شهرهای ایران، اعتماد همگانی به این نهاد، کمتر شده‌است.

### کمک‌های مردمی

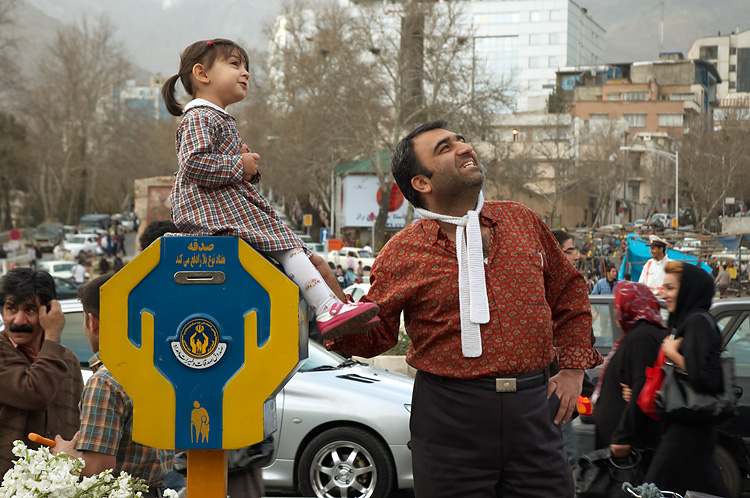
صندوق کمیته امداد امام خمینی

در سال ۱۳۹۰، ماهانه ۱۵ میلیارد تومان در بخش صدقات جمع‌آوری شده‌است. سعید ستاری، معاون مشارکت‌های مردمی کمیته امداد، میزان کمکهای مردمی در سال ۱۳۹۱ را بالغ بر ۹۰۰ میلیارد تومان عنوان کرد.
بر پایهٔ اعلام دفتر آمار کمیته امداد در آذر ۱۳۹۲، درآمد کمیته امداد امام از محل صندوق‌های صدقات سال گذشته [سال ۱۳۹۱] حدود ۱۸۰ میلیارد تومان بوده‌است.
همچنین در آبان ۱۳۹۳، کمیته امداد امام خمینی اعلام کرد که ماهیانه بیش از ۲۱ میلیارد تومان صدقه در ایران جمع‌آوری می‌شود.
میزان مشارکت مردمی به کمیته امداد در سال ۱۳۹۵ معادل هزار و ۴۶۰ میلیارد تومان بوده‌است که به صورت نقدی و غیرنقدی به آن تحویل داده شده‌است و به نقل از شبکه مجازی خیرین کشور: صد در صد این مقدار صرف امور نیازمندان گردیده شده‌است.
در سال ۱۳۹۶ بر پایهٔ اعلام کمیته امداد امام خمینی فقط در نیمهٔ نخست سال ۱۳۹۶ بیش از ۱۵۳ میلیارد تومان در قالب صدقه به این نهاد کمک کرده‌اند که استان تهران با ۲۰ میلیارد تومان، اصفهان ۱۳ میلیارد تومان خراسان رضوی ۱۱ میلیارد تومان، مازندران ۱۰ میلیارد تومان و استان فارس با ۹ میلیارد تومان بیشترین کمک‌ها را انجام داده‌اند.

## افراد تحت پوشش
حسین انواری، سرپرست کمیته امداد امام خمینی، در ۲۸ آذر ۱۳۹۲، تعداد افراد تحت پوشش کمیته امداد را نزدیک ۴ میلیون و ۵۰۰ هزار نفر و افرادی که از خدمات موردی این نهاد در کشور برخوردارند را نزدیک ۳ میلیون نفر اعلام کرد. از این تعداد، ۱ میلیون و ۵۰۰ هزار نفر سالمند، حدود ۸۰۰ هزار دانشجو و دانش‌آموز و زنان سرپرست خانوار هستند.
انواری هم چنین اضافه کرد: مبلغ جمع‌آوری شده در یک سال اخیر توسط کمیته امداد ۵۷۰ میلیارد تومان بوده‌است. سرپرست کمیته امداد می‌گوید: این مبلغ که از طریق مشارکت‌های مردمی حاصل گردیده به‌طور کامل صرف مستمندان شده‌است. به عبارتی، هزینه و درآمد کمیته امداد کاملاً برهم منطبق می‌باشد

## خرج کمک‌ها در کشورهای دیگر
تاکنون کمیته امداد امام خمینی به کشورهای لبنان، سوریه، آذربایجان، تاجیکستان، افغانستان، عراق، کومور و اراضی فلسطینی کمک کرده‌است. در ماه رمضان ۱۳۹۲ شمسی حدود ۴۰ هزار سبد غذایی اهدایی کمیته امداد امام خمینی میان مردم نوار غزه توزیع گردید.
در هشتم خرداد ۹۵، پرویز فتاح، رئیس کمیته امداد امام خمینی، در گفتگو با خبرنگاران دربارهٔ دفاتر خارج از کشور این نهاد، اعلام داشت که این دفاتر هزینه‌ای برای منابع مالی داخلی نهاد ایجاد نمی‌کنند و در حال حاضر، هیچ فرد ایرانی در دفاتر این کشورها مشغول به کار نیست. وی گفت:
فعالیت دفاتر کمیته امداد در خارج از کشور هیچ هزینه‌ای برای کشور ندارد و به حضرت عباس قسم پولی از کمک‌های مردم به خارج کشور نمی‌رود و حتی ریالی از صدقات و کمک‌های مردمی ایران، به دیگر کشورها منتقل نمی‌شود و کمک‌های خیرین ایرانی و صدقات مردم کشورمان صرفاً برای کمک به محرومان و مستضعفان کشورمان هزینه می‌شود.

## دارایی‌ها و زیرساخت

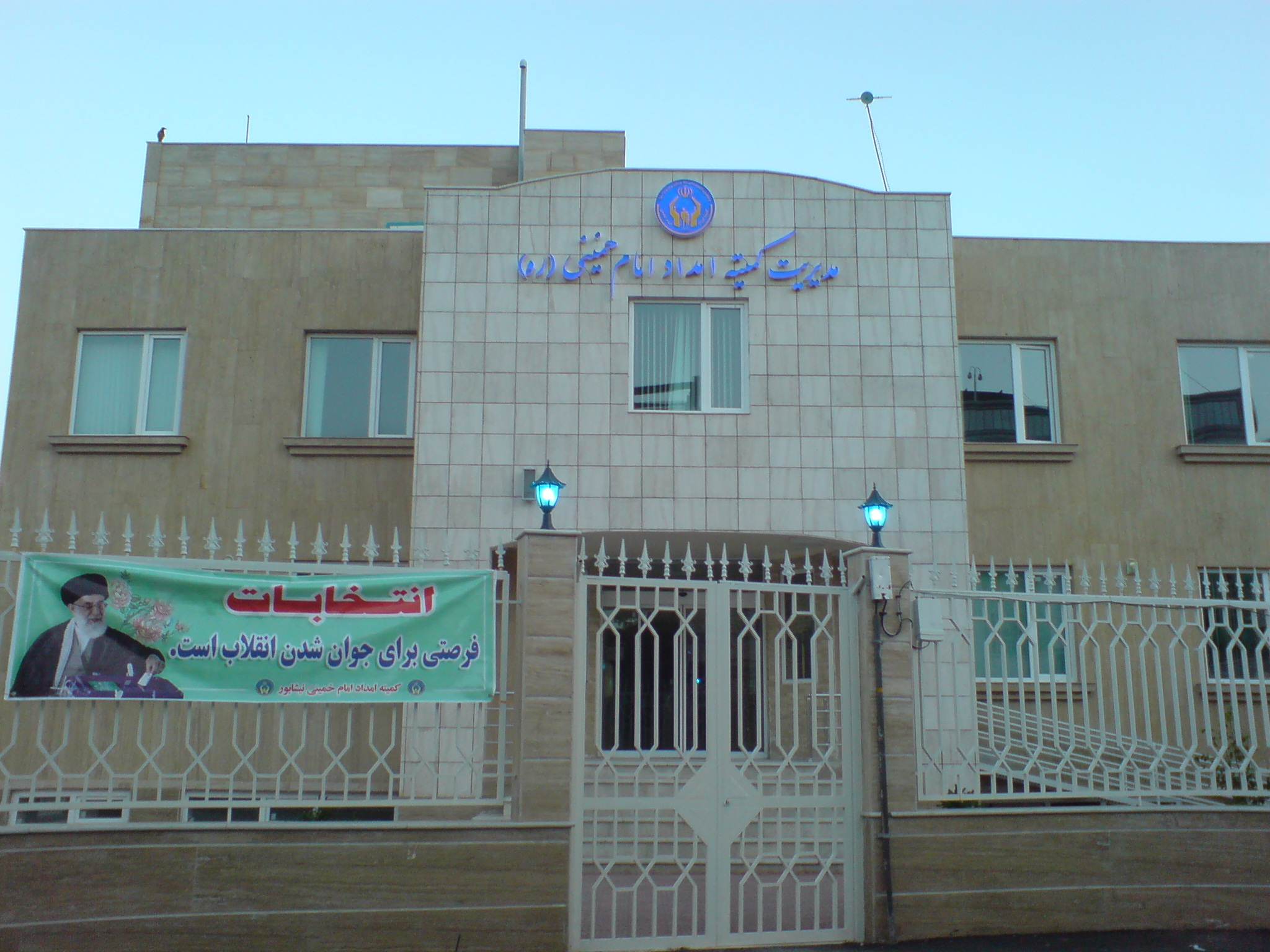
ساختمان کمیته امداد نیشابور

### فروش ساختمان مرکزی هزار میلیارد تومانی
در اردیبهشت ۱۳۹۵، پرویز فتاح از فروش ساختمان مرکزی کمیته امداد در سوهانک به مبلغ ۱۰۰۰ میلیارد تومان خبر داد. پیش‌تر رسانه انتقادات گسترده‌ای از این ساختمان منتشر کرده بودند. ملک کمیته امداد در سوهانک با وسعت یکصد هزار متر مربع شامل مجتمع اداری، برج ده طبقه، مستحدثات ورزشی و استخر بود. با فروش این ملک، کمیته امداد به برجی ۱۸ طبقه در خیابان آزادی منتقل شد. هزینه خرید و بهره‌برداری از این ساختمان ۱۸۰ میلیارد تومان اعلام شد. به گفته سرپرست کمیته امداد ما به التفاوت حاصل از فروش ساختمان قبلی و جدید صرف پرداخت وام به مددجویان این کمیته می‌گردد.